# Isrotel Tower Tel Awiw
Isrotel Tower Tel Awiw (hebr. מגדל ישרוטל) – budynek w Tel Awiwie, w Izraelu. Zajmowany jest przez czterogwiazdkowy hotel należący do sieci Isrotel Ltd.
Hotel jest usytuowany przy ulicy HaYarkon w osiedlu Lew ha-Ir w Tel Awiwie. Jest to najwyższy wieżowiec przy nadmorskiej promenadzie. Rozciąga się stąd widok na Morze Śródziemne.

## Historia

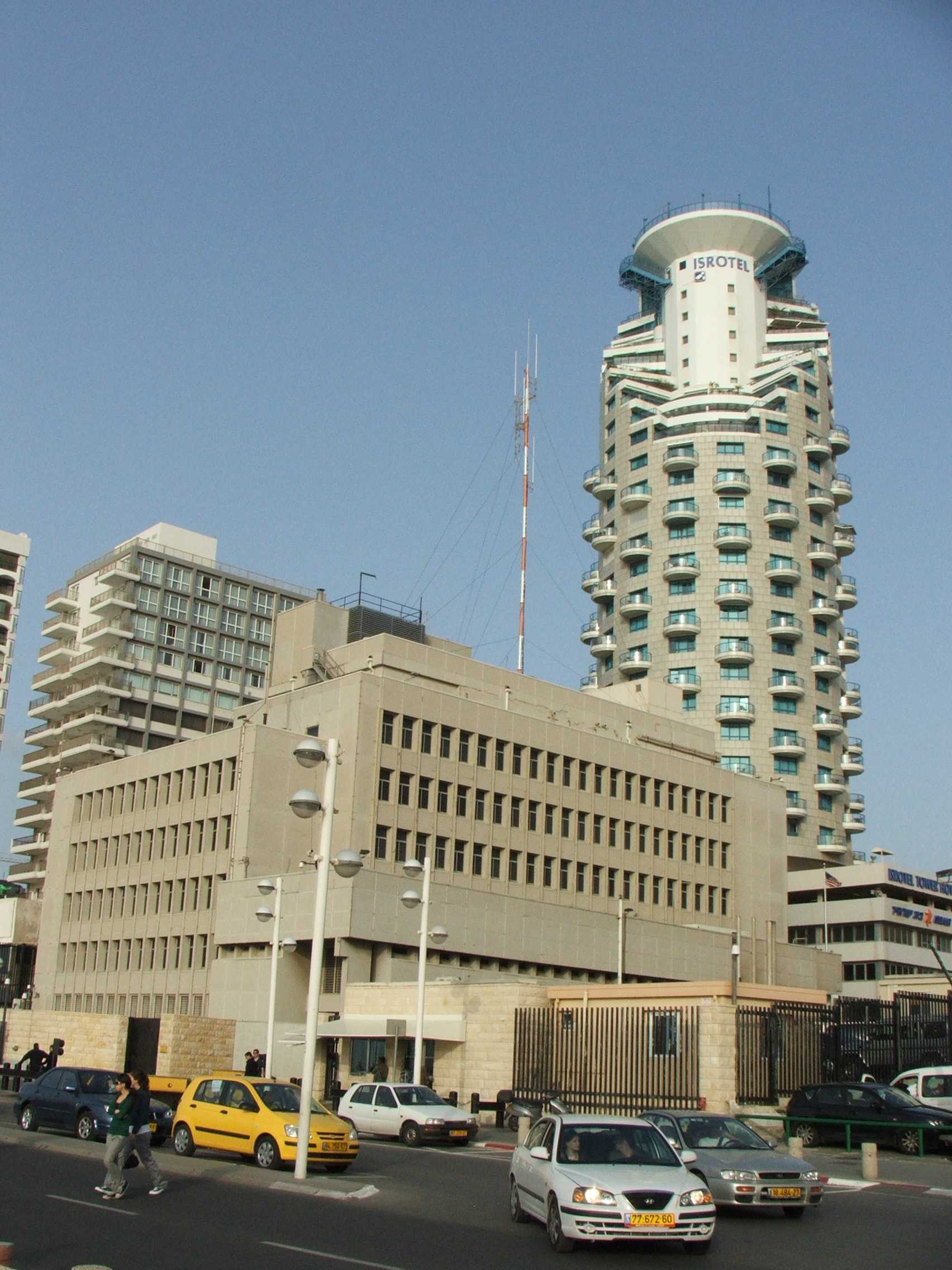
Isrotel Tower z widoczną na pierwszym planie Ambasadą Stanów Zjednoczonych w Tel Awiwie

Prace budowlane przy fundamentach rozpoczęły się w 1966, a rdzeń wieży ukończono w 1980. Budynek oddano do eksploatacji w 1997.

## Pokoje i apartamenty
Hotel dysponuje 90 pokojami hotelowymi i apartamentami. Każdy pokój wyposażony jest w klimatyzację, biurko, minibarek, lodówkę, sejf, automatyczną sekretarkę, dostęp do Internetu, telefon z linią bezpośrednią, telewizję satelitarną, łazienkę do użytku prywatnego, czajnik do kawy/herbaty, otwierane okna z roletami światłoszczelnymi. Dostępne są łóżeczka dziecięce i łóżka-dostawki. Wszystkie pokoje posiadają klucze elektroniczne/magnetyczne. W hotelu wolno palić.
Hotel świadczy dodatkowe usługi w zakresie: bezpłatnych śniadań, personelu wielojęzycznego, pomocy medycznej, organizowaniu imprez okolicznościowych, pomocy medycznej, pomocy w organizowaniu wycieczek, pralni, sejfu w recepcji, usług spa (sauna, masaże, zabiegi, siłownia, fitness) i transportu z lotniska. Dla ułatwienia komunikacji w budynku jest winda.

## Inne udogodnienia
Znajduje się tutaj sala konferencyjna z zapleczem do obsługi zorganizowanych grup. W hotelu jest płatny parking, kantor, restauracja, kawiarnia, sala bankietowa, sklep z pamiątkami, kiosk oraz pralnia chemiczna. Z zajęć sportowych hotel umożliwia dostęp do sauny i pobliskiego centrum fitness. Na dachu budynku znajduje się basen kąpielowy. Jest to najwyżej położony basen w Izraelu.

## Dane techniczne
Budynek ma 29 kondygnacji i wysokość 108 metrów.
Wieżowiec wybudowano w stylu architektonicznym określanym nazwą postmodernizmu. Wzniesiono go z betonu. Elewacja jest w kolorach szarym i jasnobrązowym.

## Wykorzystanie
W budynku piętra od 1 do 15 zajmuje hotel, natomiast wyższe zajmują luksusowe apartamenty mieszkalne (62 mieszkania). W dolnej części znajdują się także biura, mieszczące między innymi zarząd izraelskich linii lotniczych Israir Airlines.